# 吉奧納河
46°02′20″N 8°43′57″E / 46.039008°N 8.732505°E

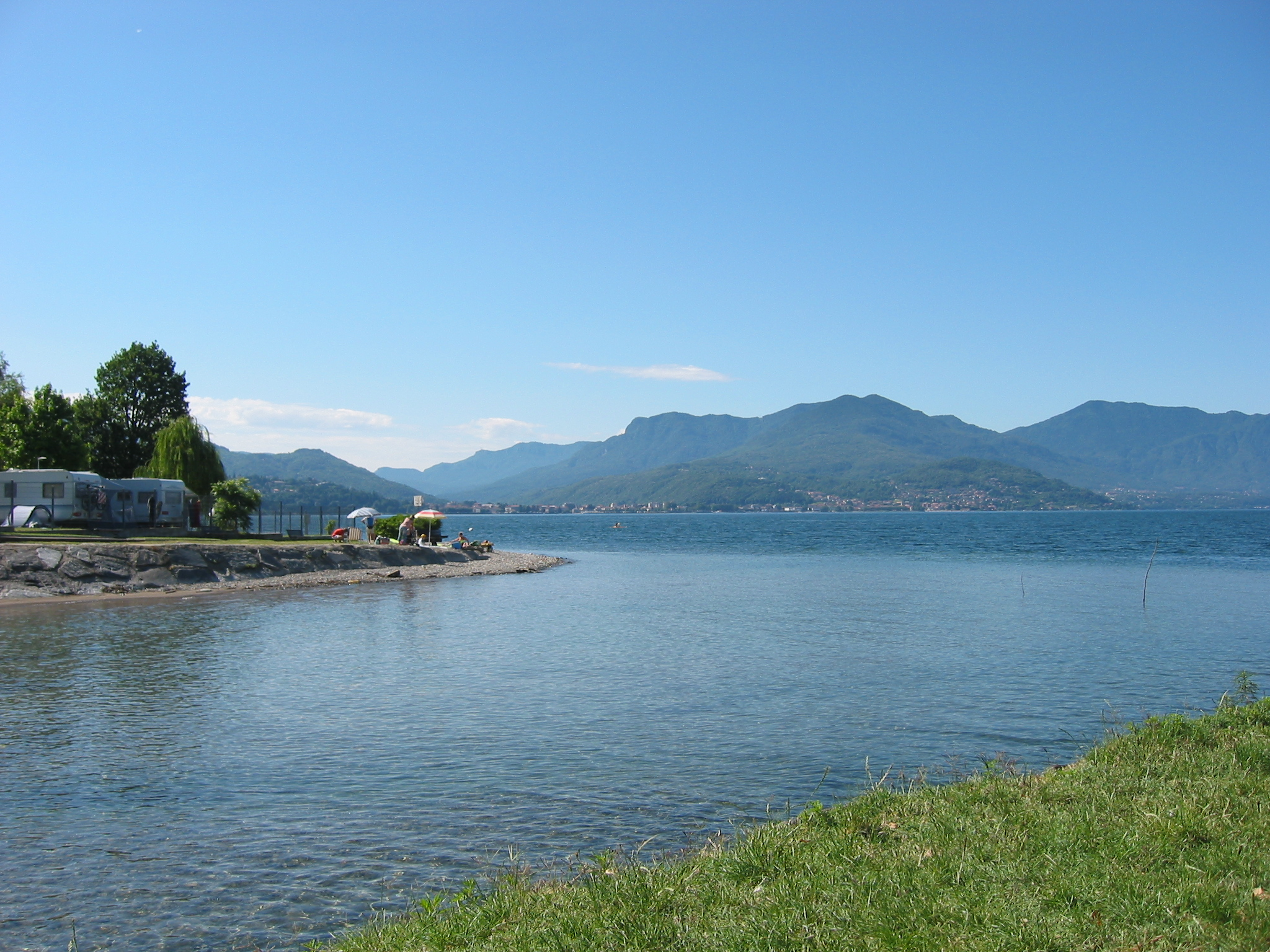

吉奧納河是中歐的河流，流經意大利和瑞士，河道全長15公里，流域面積48平方公里，發源自塔瑪洛山南坡，最終在馬卡尼奧附近注入馬焦雷湖。